# We Came to Play!
We Came to Play! è un album in studio del gruppo musicale statunitense Tower of Power, pubblicato nel 1978.

## Tracce
1. We Came To Play (Emilio Castillo, Stephen "Doc" Kupka) - 3:38
2. Lovin' You Is Gonna See Me Thru (Clifford Coulter) - 6:04
3. Let Me Touch You (Victor Conte, Chester Thompson, S. Beck, Ron E. Beck, Edward McGee) - 4:33
4. Yin-Yang Thang (Emilio Castillo, Stephen "Doc" Kupka) - 4:23
5. Share My Life (Bruce Conte, Hubert Tubbs, Coleman Head) - 3:56
6. Bittersweet Soul Music (Rob Moitoza) - 3:28
7. Am I a Fool? (Hubert Tubbs, Emilio Castillo, Stephen "Doc" Kupka) - 3:58
8. Love Bug (Ron E. Beck, Steve Cropper, Victor Conte, Chester Thompson) - 4:01
9. Somewhere Down The Road (Bruce Conte, Coleman Head) - 4:39